# Hoofdklasse (handbal)
De hoofdklasse is de laagste landelijke afdeling van het Nederlandse handbal. Van het seizoen 2002/2003 tot 2012/2013 stond deze afdeling bekend onder de naam regioklasse. Hiervoor werd de naam derde divisie gehanteerd.

## Herencompetitie

### A
| Club                       | Plaats            | Provincie  | Hal            |
| -------------------------- | ----------------- | ---------- | -------------- |
| AHV Achilles               | Apeldoorn         | Gelderland | Matenpark      |
| S.V. Quintus               | Hengelo           | Gelderland | De Kamp        |
| Cometas                    | Leeuwarden        | Friesland  | Kalverdijkje 2 |
| Schuler Afbouwgroep/D.O.S. | Emmer-Compascuum  | Drenthe    | De Klabbe      |
| Erix                       | Lichtenvoorde     | Gelderland | Hamalandhal    |
| H.V.C.                     | Barger-Compascuum | Drenthe    | De Klabbe      |
| Huissen                    | Huissen           | Gelderland | de Brink       |
| Kwiek                      | Hollandscheveld   | Drenthe    | Valkenlaan     |
| Udi '96                    | Arnhem            | Gelderland | Kermisland     |
| UGHV                       | Ulft              | Gelderland | de IJsselweide |
| Unitas 2                   | Rolde             | Drenthe    | de Boerhoorn   |

### B
| Club                     | Plaats            | Provincie     | Hal              |
| ------------------------ | ----------------- | ------------- | ---------------- |
| Apollo                   | Son               | Noord-Brabant | de Landing       |
| Bevo HC 3                | Panningen         | Limburg       | de Heuf          |
| SMEZO/BFC 2              | Beek              | Limburg       | de Haamen        |
| Blerick                  | Venlo             | Limburg       | Egerbos          |
| Dongen                   | Dongen            | Noord-Brabant | De Salamander    |
| HMS/Achilles             | Utrecht           | Utrecht       | Sporthal Zuilen  |
| Cabooter/HandbaL Venlo 2 | Venlo             | Limburg       | Craneveld        |
| NOAV                     | Susteren          | Limburg       | Reinoudhal       |
| Vlug en Lenig            | Geleen            | Limburg       | Glanerbrook      |
| West-Brabant Combinatie  | Etten-Leur        | Noord-Brabant | De Lage Banken   |
| Wittenhorst              | Horst             | Limburg       | de Berkel        |
| Zwart-Wit                | Oirsbeek-Schinnen | Limburg       | de Oirsprong MFC |

### C
| Club                | Plaats                 | Provincie    | Hal                     |
| ------------------- | ---------------------- | ------------ | ----------------------- |
| Celeritas           | Bunnik                 | Utrecht      | De Tol                  |
| Delta Sport/E.M.M.  | Zierikzee - Middelburg | Zeeland      | Laco Duiveland          |
| Eemland 2           | Amersfoort             | Utrecht      | Nieuwland               |
| HVOS                | Spijkenisse            | Zuid-Holland | Olympia                 |
| Helius              | Hellevoetsluis         | Zuid-Holland | De Fazant               |
| Hercules 2          | Den Haag               | Zuid-Holland | Boswijk                 |
| Leidsche Rijn       | Vleuten                | Utrecht      | Europahal               |
| Oliveo 2            | Pijnacker              | Zuid-Holland | Het Nest                |
| S.V. ORION Z/G.S.C. | Heinkenszand           | Zeeland      | Omnium                  |
| SOS-Kwieksport      | Den Haag               | Zuid-Holland | Sporthal Zuidhaghe      |
| Saturnus '72        | Ridderkerk             | Zuid-Holland | Reijerhal               |
| WPK/Westlandia      | Naaldwijk              | Zuid-Holland | Sportpark de Hoge Bomen |

### D
| Club             | Plaats        | Provincie     | Hal              |
| ---------------- | ------------- | ------------- | ---------------- |
| AHC '31          | Amsterdam     | Noord-Holland | Sporthallen Zuid |
| DEF-Fire/Aristos | Amsterdam     | Noord-Holland | Aristoshal       |
| De Blinkert      | Haarlem       | Noord-Holland | R.v.d.Geesthal   |
| Havas 2          | Almere        | Flevoland     | Indische Buurt   |
| Hercules 3       | Den Haag      | Zuid-Holland  | Boswijk          |
| Tonegido         | Anna Paulowna | Noord-Holland | de Wieringen     |
| Commandeur/VVW   | Wervershoof   | Noord-Holland | de Dars          |
| Maedilon/VZV     | 't Veld       | Noord-Holland | 't Zijveld       |
| Vido             | De Rijp       | Noord-Holland | de Vaart         |
| KRAS/Volendam 3  | Volendam      | Noord-Holland | Opperdam         |
| Vrone            | Sint Pancras  | Noord-Holland | de Oostwal       |
| Zaanstreek       | Zaandam       | Noord-Holland | de Tref          |

## Damescompetitie

### A
| Club             | Plaats     | Provincie  | Hal                     |
| ---------------- | ---------- | ---------- | ----------------------- |
| Bentelo 2        | Bentelo    | Overijssel | Sporthal de Pol         |
| Borger           | Borger     | Drenthe    | de Koel                 |
| B.W.O.           | Hengelo    | Overijssel | sporthal 't Hoge Vonder |
| Combinatie '64   | Losser     | Overijssel | Sporthal de Fakkel      |
| D.S.V.D. 2       | Deurningen | Overijssel | Sporthal 't Hoge Vonder |
| E&O 2            | Emmen      | Drenthe    | Angelslo                |
| Hacol '90        | Oldenzaal  | Overijssel | Sporthal Vondersweijde  |
| JMS/Hurry-Up     | Zwartemeer | Drenthe    | de Eendracht            |
| R.S.C.           | Weerselo   | Overijssel | Sporthal 't Trefpunt    |
| Stevo            | Geesteren  | Overijssel | Sporthal de Ransuil     |
| T.V.O.           | Beckum     | Overijssel | Sporthal de Marke       |
| Zenderen Vooruit | Zenderen   | Overijssel | Sporthal 't Wooldrik    |

### B
| Club               | Plaats                | Provincie  | Hal                     |
| ------------------ | --------------------- | ---------- | ----------------------- |
| DFS Arnhem 2       | Arnhem                | Gelderland | Rijkerswoerd            |
| Havas              | Almere                | Flevoland  | Sporthal Indische Buurt |
| Houten             | Houten                | Utrecht    | The Dome                |
| HVBS               | Bunschoten-Spakenburg | Utrecht    | de Kuil                 |
| Lettele            | Lettele               | Overijssel | de Uutvlog              |
| Auto van Ewijk/LHC | Lemelerveld           | Overijssel | Heidepark               |
| Nieuw Heeten       | Nieuw Heeten          | Overijssel | de Belte                |
| OBW                | Herwen                | Gelderland | Lentemorgen             |
| Overwetering       | Olst                  | Overijssel | de Hooiberg             |
| Pacelli            | Zieuwent              | Gelderland | Sourcy Center           |
| Wesepe             | Olst                  | Overijssel | de Hooiberg             |
| W.H.C.             | Hengevelde            | Overijssel | Sporthal de Marke       |

### C
| Club                     | Plaats                | Provincie     | Hal             |
| ------------------------ | --------------------- | ------------- | --------------- |
| Bevo HC 2                | Panningen             | Limburg       | de Heuf         |
| BSAC                     | Maasbree              | Limburg       | d'n Adelaer     |
| ESC '90                  | Stein                 | Limburg       | Merode          |
| Habo '95                 | Boekel                | Noord-Brabant | De Burcht       |
| LimMid                   | Maasbracht            | Limburg       | Jo Gerrishallen |
| Margraten                | Margraten             | Limburg       | de Hoven        |
| M.H.V. '81               | Mill                  | Noord-Brabant | de Looierij     |
| M.I.C. 2                 | Meerssen - Valkenburg | Limburg       | Marsana         |
| NOAV                     | Susteren              | Limburg       | Reinoudhal      |
| MBDE/De Sprint           | Deurne                | Noord-Brabant | De Peelhorst    |
| Vlug en Lenig 2          | Geleen                | Limburg       | Glanerbrook     |
| Cabooter/HandbaL Venlo 2 | Venlo                 | Limburg       | Craneveld       |

### D
| Club                       | Plaats         | Provincie     | Hal                   |
| -------------------------- | -------------- | ------------- | --------------------- |
| Foreholte 2                | Voorhout       | Zuid-Holland  | De Tulp               |
| Heerle                     | Heerle         | Noord-Brabant | De Omganck            |
| Hellas 2                   | Den Haag       | Zuid-Holland  | Hellashal             |
| Goodflooring/H.M.C.-H.V.M. | Raamsdonksveer | Noord-Brabant | Dongemond             |
| Internos                   | Etten-Leur     | Noord-Brabant | Munnikenheide College |
| PSV Handbal 2              | Eindhoven      | Noord-Brabant | De Vijfkamp           |
| R.H.V.                     | Rijen          | Noord-Brabant | Tropical              |
| ROAC                       | Rijpwetering   | Zuid-Holland  | Hertogshal            |
| SC Twist                   | Schiedam       | Zuid-Holland  | Westwijk              |
| V.H.C.                     | Valkenswaard   | Noord-Brabant | Amundsenlaan          |
| WPK/Westlandia 2           | Naaldwijk      | Zuid-Holland  | De Pijl               |
| WHC                        | Den Haag       | Zuid-Holland  | Loosduinen            |

### E
| Club                    | Plaats                  | Provincie     | Hal             |
| ----------------------- | ----------------------- | ------------- | --------------- |
| FIQAS/Aalsmeer 2        | Aalsmeer                | Noord-Holland | de Bloemhof     |
| Cometas                 | Leeuwarden              | Friesland     | Kalverdijkje 2  |
| Geel-Zwart              | 't Zand                 | Noord-Holland | de Multitreffer |
| KSV                     | Heerhugowaard           | Noord-Holland | Waardergolf     |
| Meervogels '60          | Akersloot               | Noord-Holland | de Lelie        |
| NEA                     | Ouderkerk aan de Amstel | Noord-Holland | Bindelwijk      |
| Westfriesland/SEW 3     | Nibbixwoud              | Noord-Holland | de Bloesem      |
| Tornado                 | Heerhugowaard           | Noord-Holland | Waardergolf     |
| U.S.                    | Amsterdam               | Noord-Holland | de Pijp         |
| Succes Schoonmaak/VOC 3 | Amsterdam               | Noord-Holland | Elzenhagen      |
| Maedilon/VZV 2          | 't Veld                 | Noord-Holland | 't Zijveld      |
| Zeeburg                 | Diemen                  | Noord-Holland | Sporthal Diemen |